# عبری میشنایی
عبری میشنایی گونه‌ای از زبان عبری است که در تلمود یافت می‌شود. گونه‌های عبری موجود در تلمود به دو گونهٔ عبری کلاسیک برای گفتاوردهای مستقیم از تورات عبری، و عبری میشنایی تقسیم کرد که خود به دو دستهٔ عبری میشنایی اصلی (که به نام عبری تنائیمی، عبری ربیایی نخستین یا عبری میشنایی ۱ نیز شناخته می‌شود)، که یک زبان گفتاری بود و عبری آمورائیمی (که به نام عبری ربیایی پسین یا عبری میشنایی ۲ نیز شناخته می‌شود)، که فقط یک زبان ادبی بود، بخش‌پذیر است.